# Ono no Komachi
Ono no Kumachi' (小野 小町, [[[825]] — 900] Erro: {{japonês}}: texto da transliteração contém caractere não latino (pos 17) (ajuda)) foi uma poetisa japonesa, que se distinguiu no género Waka, sendo considerada um dos seis melhores poetas deste género: os Rokkasen, durante o período Heian. A sua beleza tornou-se proverbial e é mesmo um dos símbolos da beleza feminina, no Japão.

## Vida e lenda
O local de nascimento e morte de Komachi é incerto. De acordo com certa tradição, terá nascido na actual província de Akita. Desconhece-se, também, o seu estatuto social. Talvez fosse uma das esposas do imperador de baixo nível hierárquico - talvez o imperador Nimmyō (c. 833-850).
Como poetisa, especializou-se em temas amorosos. A maior parte dos seus Waka referem-se à ansiedade, solidão ou amor apaixonado. É a única mulher referida no prefácio do Kokinshu, que descreve o seu estilo como "contendo a ingenuidade própria do estilo antigo mas, também, delicadeza".
Existem várias lendas a respeito das paixões de Komachi, sendo a mais famosa a que a relaciona com Fukakusa no Shosho, um importante cortesão. Komachi ter-lhe-ia prometido que se a visitasse cem noites consecutivas, tornar-se-ia sua amante. Fukakusa no Shosho visitou-a todas essas noites mas falhou uma vez. Em desespero, o cortesão adoeceu e morreu. Komachi teria ficado profundamente transtornada com a sua responsabilidade no caso.
[[Ficheiro:YoshiOldwoman.jpg|thumb|Ono no Komachi na velhice, gravura de Tsukioka Yoshitoshi

## Legado
A figura de Komachi foi por várias vezes aproveitada como personagem da literatura japonesa de períodos posteriores, incluindo duas peças de teatro Noh: Sotoba Komachi e Komachi at Sekidera. Tais obras têm a tendência para focar o seu talento para a composição de waka, mas também para as suas supostas relações amorosas, abundando os comentários moralistas em relação à sua leviandade. A velhice de Komachi é também frequentemente referida, retratando-se o seu abandono pelos antigos amantes e o consequente arrependimento da poetisa pela sua inconstância amorosa. Tais descrições são, no entanto, fantasiosas e alegóricas, influenciadas pelo pensamento moral budista, de modo que qualquer semelhança com a realidade histórica será apenas uma coincidência. Contudo, diversos poemas seus, sendo autobiográficos, têm, com esta visão, alguns pontos de contacto.
Em sua honra, o Akita Shinkansen foi apelidado de Komachi. Existe, ainda, uma variedade de arroz, o Akita Komachi, que enverga o seu nome.